# 岡部藩
岡部藩（おかべはん）は、武蔵国榛沢郡岡部（現在の埼玉県深谷市（旧大里郡岡部町））に存在した藩。藩庁は岡部陣屋。

## 藩史
藩祖は徳川家譜代の家臣・安部信盛である。信盛の祖父・元真は元々今川家の重臣であったが、武田信玄が今川家を滅ぼした際に多くの重臣が武田家に従う中で、元真は徳川家康に従って武田家と戦い続けた武将として知られている。信盛は慶長5年（1600年）に父・信勝が死去したために家督を継ぎ、同年の関ヶ原の戦い、慶長19年（1614年）からの大坂の陣などに軍功を挙げ、大番頭・大坂定番などに出世し、慶安2年（1649年）に1万9250石の所領を領して諸侯に列し、岡部藩を立藩した。信盛は寛文2年（1662年）3月6日に隠居して家督を安部信之に譲った。このとき、信之は2人の弟に1000石ずつを分与している。寛文8年（1668年）、信之は大坂定番に転身したため、3000石を三河国宝飯郡に加増され、2万250石を領することとなる。信之の跡を継いだ安部信友は天和2年（1682年）4月には大番頭に任じられ、2000石を加増された。元禄14年（1701年）3月8日に信友は死去し、跡を子の信峯が継ぐはずであったが、同年に忠臣蔵で有名な浅野長矩による刃傷事件が起こると、信峯は長矩の従兄に当たったことから連座で出仕を止められ、家督相続も保留となった。しかし、同年6月29日に家督を継ぐことを許され、第4代藩主となった。
安部家の歴代藩主の多くは、大坂定番・加番などを務めている。第7代藩主・安部信允もやはり大坂定番を務め、藩校・就将館を設置している。幕末期である第12代藩主・安部信宝は罪人とされた兵学者の高島秋帆の身柄を預かった。ただし秋帆は藩内で比較的自由であり、藩士らに洋式の砲術や歩兵術を教授し、これが岡部藩兵の近代化に貢献した。
信宝もまた、幕末の動乱で激動する大坂・京二条の定番を務め上げたが、心労が祟ったのか文久3年（1863年）7月6日に死去した。その跡を継いだ最後の藩主・安部信発であったが、翌年、水戸藩の武田耕雲斎らによる天狗党の乱に際し、岡部領周辺を通過しようとした天狗党と大砲2門を備えた岡部藩兵が交戦し、天狗党を敗退させる武功を挙げている。信発は慶応4年（1868年）3月、勅命により上洛し、新政府に恭順を誓った。この時、信発は新政府に対して本拠を三河半原藩に移すことを嘆願し、同年4月3日に許された。このため、以後の安部家中は半原藩として存続する。
安部家は武蔵国岡部を本拠としていたが、三河半原や摂津桜井谷・瓜生にも所領が分散していた。2万石余りのうち、本国武蔵と隣国上野には合わせても5千石程度の所領しかなく、飛地であるはずの摂津に約8千石、三河に約7千石といういびつな所領形態を有していた。
関東における岡部藩領の豪農からは、幕末に渋沢栄一、渋沢成一郎、尾高惇忠などが輩出している。渋沢家や尾高家は苗字帯刀を許されてはいたものの、彼らは藩内では名主やその子弟の身分であったが、渋沢栄一と成一郎は一橋家時代の徳川慶喜の下で士分に取り立てられ、慶喜の将軍就任後は直参旗本となっている。

## 半原藩
半原藩（はんばらはん）は、岡部藩が慶応4年（1868年）4月に藩庁の所在地を三河国八名郡半原村（現在の愛知県新城市富岡）に移転したことによって成立した藩である。
岡部藩安部家は元々、武蔵国岡部に陣屋を置く5千石の旗本であったが、当主が変わっていくうちに徐々に所領が拡大していき、ついに2万石の藩になるまでなった。そして、陣屋を本領である武蔵国以外に三河国、摂津国（桜井谷村）にも設置し、代官が飛地の行政を行っていた。
その後、慶応4年に明治新政府に従って所領安堵を受けた際に、半原藩と名称を変えて、藩邸の所在地を武蔵国岡部から三河国半原へと移転することが認められた。しかし、明治4年に廃藩置県となって、半原村の藩邸設置はわずか3年余で終わった。

## 歴代藩主
安部家
譜代。1万9250石→1万7250石→2万250石→2万2250石。
1. 安部信盛（のぶもり） 従五位下 摂津守
2. 安部信之（のぶゆき） 従五位下 丹波守
3. 安部信友（のぶとも） 従五位下 摂津守
4. 安部信峯（のぶみね） 従五位下 丹波守
5. 安部信賢（のぶかた） 従五位下 摂津守
6. 安部信平（のぶひら） 従五位下 摂津守
7. 安部信允（のぶちか） 従五位下 摂津守
8. 安部信亨（のぶみち） 従五位下 摂津守
9. 安部信操（のぶもち） 従五位下 摂津守
10. 安部信任（のぶより） 従五位下 丹波守
11. 安部信古（のぶひさ） 不詳
12. 安部信宝（のぶたか） 摂津守
13. 安部信発（のぶおき） 従五位下 摂津守

## 幕末の領地
- 武蔵国
  - 榛沢郡のうち - 10村
- 上野国
  - 新田郡のうち - 4村
- 三河国
  - 宝飯郡のうち - 2村
  - 八名郡のうち - 9村
- 摂津国
  - 豊島郡のうち - 12村
  - 能勢郡のうち - 3村
  - 川辺郡のうち - 3村
  - 有馬郡のうち - 6村
- 丹波国
  - 何鹿郡のうち - 1村
  - 天田郡のうち - 3村